# Novák Dezső
Novák Dezső (Ják, 1939. február 3. – Budapest, 2014. február 26.) kétszeres olimpiai bajnok magyar labdarúgó, hátvéd, edző. Edzőként háromszoros bajnok a Ferencvárossal. 1981-ben az év edzője. 1995–1996-os idényben a BL csoportkörig jutott a zöld-fehérekkel.

## Pályafutása

### Klubcsapatban
A szombathelyi Haladás csapatában kezdte első osztályú pályafutását. Innen került be a válogatottba 1959-ben és lett 1960-ban bronzérmes a római olimpián.
1961-ben már az Üllői úton játszik. 1972-ig négyszeres magyar bajnok és egyszeres kupagyőztes. Részese a Fradi nemzetközi sikereinek: 1965-ben VVK győztes, 1968-ban döntős, 1972-ben UEFA-kupa elődöntős.
Búcsúmérkőzése 1975. június 7-én volt az Üllői úton a Vojvodina ellen (1-1). A Fradiban összesen 405 mérkőzésen szerepelt, ebből 251 bajnoki, 137 nemzetközi, 17 hazai díjmérkőzés volt. 96 gólt szerzett (57 bajnoki, 39 egyéb). 1974-ben az FTC örökös bajnokává választották.

### A válogatottban
A magyar válogatottban 9 alkalommal szerepelt 1959 és 1968 között. Az olimpiák történetének legsikeresebb labdarúgója: 2 arany- (1964, 1968) és egy bronzéremmel (1960). Tagja az 1964-es spanyolországi Európa-bajnokságon 3. helyezést elért csapatnak.
1968-ban Albert Flóriánnal, Farkas Jánossal és Szűcs Lajossal, világválogatott Rio de Janeiróban Brazília ellen

### Edzőként
1972-ben kezdi edzői pályafutását. Négy évig a Ferencváros tartalékcsapatának edzője, majd Dunaújvárosban vezetőedző.
Innen tér vissza az Üllő útra, ahol három idény alatt először bajnokcsapatot kovácsol az együttesből, majd két ezüstérem következik. 1994-ben tér újra vissza két szezonra és mind a kétszer bajnokot csinál a Fradiból. 1995–1996-os BL idényben a belga Anderlecht kiverésével a csoportkörig jut a zöld-fehér gárda. Ott a Grasshoppers előtt a harmadik helyen végez.

## Sikerei, díjai
- A Magyar Köztársasági Érdemrend tisztikeresztje (1994)[3]
- A Magyar Köztársasági Érdemrend középkeresztje (2004)[4]

### Klubcsapatokban
- Ferencváros:
  - Magyar bajnok (4): 1963, 1964,1967, 1968
  - Magyar bajnoki ezüstérmes (2):  1965, 1966,
  - Magyar bajnoki bronzérmes (3): 1962, 1963 ősz, 1969
  - Magyar Népköztársasági-kupa-győztes (1): 1972
  - Magyar Népköztársasági-kupa-döntős (1): 1966
  - Vásárvárosok Kupája-győztes (1): 1964-1965
  - Vásárvárosok Kupája-döntős (1): 1967-1968
  - Vásárvárosok Kupája-elődöntős (1): 1962-1963
  - UEFA-kupa-elődöntős (1): 1971-1972
  - BEK-negyeddöntős (1): 1965-1966

### Válogatottal
- Magyarország:
  - Olimpiai bajnok (2): 1964, 1968
  - Olimpiai bronzérmes (1): 1960
  - Európa-bajnoki-bronzérmes (1): 1964
- Világválogatott (1): 1968,

### Edzőként
- Ferencváros: 
  - Magyar bajnok (1): 1981, 1995,  1996
  - Magyarkupa-győztes (1):  1995
  - Magyar szuperkupa-győztes (1): 1995
  - Bajnokok ligája-csoportkör (1): 1995-1996
  - Az év edzője: 1981.
- Mesteredző (1996)

## Ügynök múltja
1967 és 1981 között Nemere fedőnéven csapattársairól jelentéseket írt a III/III-as ügyosztály részére, ezt 2004-ben ismerte el.

## Statisztika

### Mérkőzései a válogatottban
| Magyarország | Magyarország         | Magyarország                         | Magyarország     | Magyarország | Magyarország  | Magyarország          | Magyarország | Magyarország         |
| #            | Dátum                | Helyszín                             | Hazai            | Eredmény     | Vendég        | Kiírás                | Gólok        | Esemény              |
| ------------ | -------------------- | ------------------------------------ | ---------------- | ------------ | ------------- | --------------------- | ------------ | -------------------- |
| 1.           | 1959. október 25.    | Budapest, Népstadion                 | Magyarország     | 8 – 0        | Svájc         | Európa-kupa           | -            | 51'                  |
|              | 1960. augusztus 26.  | L’Aquila (ITA)                       | Magyarország     | 2 – 1        | India         | olimpiai D csoport    | -            |                      |
|              | 1960. augusztus 29.  | Nápoly (ITA)                         | Magyarország     | 6 – 2        | Peru          | olimpiai D csoport    | -            |                      |
|              | 1960. szeptember 6.  | Róma (ITA)                           | Dánia            | 2 – 0        | Magyarország  | olimpiai elődöntő     | -            |                      |
| 2.           | 1960. október 9.     | Budapest, Népstadion                 | Magyarország     | 1 – 1        | Jugoszlávia   | barátságos            | -            |                      |
| 3.           | 1960. október 30.    | Brüsszel, Heysel-stadion             | Belgium          | 2 – 1        | Magyarország  | barátságos            | -            |                      |
| 4.           | 1960. november 13.   | Budapest, Népstadion                 | Magyarország     | 4 – 1        | Lengyelország | barátságos            | -            |                      |
|              | 1963. május 4.       | Budapest, Népstadion                 | Magyarország     | 4 – 0        | Svédország    | olimpiai selejtező    | -            |                      |
| 5.           | 1963. szeptember 21. | Moszkva, Lenin-stadion               | Szovjetunió      | 1 – 1        | Magyarország  | barátságos            | -            |                      |
|              | 1963. december 3.    | Dakar                                | Szenegál         | 3 – 8        | Magyarország  | barátságos (olimpiai) | -            | Gól                  |
|              | 1963. december 5.    | Abidjan                              | Elefántcsontpart | 1 – 4        | Magyarország  | barátságos (olimpiai) | -            |                      |
|              | 1963. december 8.    | Lomé                                 | Togo             | 2 – 3        | Magyarország  | barátságos (olimpiai) | -            |                      |
|              | 1963. december 15.   | Accra                                | Ghána            | 1 – 2        | Magyarország  | barátságos (olimpiai) | -            |                      |
|              | 1963. december 26.   | Algír                                | Algéria          | 0 – 3        | Magyarország  | barátságos (olimpiai) | -            |                      |
| 6.           | 1964. június 20.     | Barcelona, Camp Nou (ESP)            | Magyarország     | 3 – 1        | Dánia         | NEK 3. helyért        | 2            | 107' (11-esből) 110' |
|              | 1964. október 11.    | Tokió, Olimpiai stadion (JPN)        | Magyarország     | 6 – 0        | Marokkó       | olimpiai B csoport    | -            |                      |
|              | 1964. október 15.    | Tokió, Komazawa stadion (JPN)        | Magyarország     | 6 – 5        | Jugoszlávia   | olimpiai B csoport    | -            |                      |
|              | 1964. október 18.    | Jokohama, Mitsuzawa stadion (JPN)    | Magyarország     | 2 – 0        | Románia       | olimpiai negyeddöntő  | -            |                      |
|              | 1964. október 20.    | Tokió, Csicsibu Herceg Stadion (JPN) | Magyarország     | 6 – 0        | Egyiptom      | olimpiai elődöntő     | -            |                      |
|              | 1964. október 23.    | Tokió, Olimpiai stadion (JPN)        | Csehszlovákia    | 1 – 2        | Magyarország  | olimpiai döntő        | -            |                      |
| 7.           | 1965. október 9.     | Budapest, Népstadion                 | Magyarország     | 3 – 2        | NDK           | vb-selejtező          | 1            | 53'                  |
| 8.           | 1968. május 4.       | Budapest, Népstadion                 | Magyarország     | 2 – 0        | Szovjetunió   | Eb-selejtező          | -            |                      |
| 9.           | 1968. május 11.      | Moszkva, Lenin-stadion               | Szovjetunió      | 3 – 0        | Magyarország  | Eb-selejtező          | -            |                      |
|              | 1968. október 13.    | Guadalajara, Estadio Jalisco (MEX)   | Magyarország     | 4 – 0        | Salvador      | olimpiai C csoport    | -            |                      |
|              | 1968. október 17.    | Guadalajara, Estadio Jalisco (MEX)   | Magyarország     | 2 – 0        | Izrael        | olimpiai C csoport    | -            |                      |
|              | 1968. október 20.    | Guadalajara, Estadio Jalisco (MEX)   | Magyarország     | 1 – 0        | Guatemala     | olimpiai negyeddöntő  | -            |                      |
|              | 1968. október 22.    | Mexikóváros, Estadio Azteca (MEX)    | Magyarország     | 5 – 0        | Japán         | olimpiai elődöntő     | -            |                      |
|              | 1968. október 26.    | Mexikóváros, Estadio Azteca (MEX)    | Magyarország     | 4 – 1        | Bulgária      | olimpiai döntő        | -            |                      |
|              | Összesen             |                                      |                  | 9            | mérkőzés      |                       | 3            | gól                  |

## Emlékezete
- Novák Dezső utánpótlás-labdarúgótorna (2015)